# فارامار
فارامار Varamar هي شركة شحن أسسها ألكسندر فارفارينكو في عام 2009، وهي متخصصة في البضائع السائبة، والبضائع الثقيلة والكبيرة الحجم، والبضائع السائبة الجافة.

## تاريخ
تأسست VARAMAR في عام 2009، وهي معروفة جيدًا كناقل يتعامل مع البضائع المفككة (breakbulk)، والبضائع الثقيلة وفائقة الحجم، والبضائع السائبة الجافة. على مدار أكثر من عقد، طورت الشركة حلول نقل للمصانع المفككة والمنشآت، والتوربينات الهوائية، والجسور، والمركبات، وحتى الملاعب. وقد ابتكرت طرقًا مملوكة مبنية على كفاءاتها الداخلية وتوفر بنية قوية للشحنات حول العالم.
لقد طورت خدمات نقل مخصصة للشحنات المعقدة، بما في ذلك المصانع المفككة وطواحين الهواء والجسور.
في عام 2023، أطلق مؤسس شركة فارامار، ألكسندر فارفارينكو، منصة شحن رقمية تعمل على تعزيز الكفاءة في صناعة الشحن.
تعمل الشركة عالميًا، حيث تقدم خدمات الشحن غير المنتظم (ترامب) وخدمات الشحن شبه المنتظم. وتقع مكاتبها في 13 دولة.

## الأسطول والعمليات
تُشغّل شركة فارامار أسطولاً من السفن يتراوح وزنها بين 3000 و 30000 طن ساكن، مما يُمكّنها من التعامل مع أنواع وأحجام مختلفة من البضائع. في البداية، ركزت الشركة على طرق التجارة التي تربط أوروبا بالشرق الأوسط وآسيا والشرق الأقصى. ومع ذلك، فقد توسعت خدماتها منذ ذلك الحين لتشمل الطرق المؤدية إلى أفريقيا والأمريكتين.
لقد أسست شركة فارامار حضورًا عالميًا من خلال شبكتها من المكاتب والوكلاء التمثيليين. تتواجد المكاتب الرئيسية في بلجيكا، ألمانيا، إيطاليا، اليونان، أوكرانيا، تركيا، الإمارات العربية المتحدة، الصين، كندا، الولايات المتحدة، وإسبانيا.
كما تمتلك الشركة شبكة واسعة من الوكلاء في العديد من الدول الأفريقية، الأمريكتين، ومنطقة آسيا والمحيط الهادئ، وأوروبا، والشرق الأوسط.
تقدم شركة فارامار خدمات شحن متخصصة لمختلف أنواع البضائع، بما في ذلك:
- الشحن العام (Breakbulk): التعامل مع الشحنات الكبيرة والثقيلة وغير التقليدية، مثل المصانع المفككة ومعدات الطاقة المتجددة.
- البضائع السائبة الجافة (Dry-bulk): نقل المواد مثل الحبوب والمعادن بشكل آمن وفي الوقت المناسب.
- الحمولات الضخمة (Oversized): الخبرة في شحن الآلات والهياكل الصناعية الكبيرة.
- شحن الرورو (RO-RO): تسهيل النقل السلس للمعدات ذات العجلات والآلات الثقيلة.
- الحاويات: توفير خدمات شحن حاويات فعالة للشركات الصغيرة والكبيرة الشحنات.